# Боленго
Боленго (итал. Bollengo) је насеље у Италији у округу Торино, региону Пијемонт.
Према процени из 2011. у насељу је живело 1280 становника. Насеље се налази на надморској висини од 252 м.

## Становништво
| 1931. | 1936. | 1951. | 1961. | 1971. | 1981. | 1991. | 2001. | 2011. |
| ----- | ----- | ----- | ----- | ----- | ----- | ----- | ----- | ----- |
| 2.075 | 2.127 | 2.035 | 2.113 | 1.992 | 1.946 | 1.941 | 1.997 | 2.112 |